# Peter Fjodorovič Alferjev
Peter Fjodorovič Alferjev (rusko Петр Федорович Алферьев), sovjetski general, * 1893, † 1942.

## Življenje
V letih 1934–1935 je bil višji inštruktor Vojaški akademiji mehanizacije in motorizacije, nakar je postal vodja Bojne šolske sekcije pri Transbajkalski skupini sil.
V letih 1940–1941 je bil namestnik vodje Direktorata za bojno usposabljanje pri Ljudskem komisariatu za obrambo.
Leta 1941 je postal poveljnik 34. armade in Operativne skupine 59. armade. Naslednje leto je postal namestnik poveljnika in nato začasni poveljnik 2. udarne armade. Na tem položaju je izginil med boji.